# がんばれゴエモン2
『がんばれゴエモン2』（がんばれゴエモンツー）は、コナミが開発し1989年（昭和64年）1月4日に発売されたファミリーコンピュータ用アクションアドベンチャーゲーム。がんばれゴエモンシリーズの第2弾で、『がんばれゴエモン!からくり道中』の続編。
2012年1月24日にはWiiのバーチャルコンソールで、2014年1月8日にはニンテンドー3DSのバーチャルコンソールで、2015年3月11日にはWii Uのバーチャルコンソールで、それぞれ配信された。
ゲームハード全体で見ても3本しか存在しない（すべてファミコンロムカセット）昭和64年に発売されたゲームソフトの1つである。

## 概要
プレイヤーは義賊のゴエモンと忍者のエビス丸の2人を操り、財宝が隠されていると言われるからくり城を目指す。
前作との最も大きな相違点は、2人同時プレイが可能になった点である。また前作は横スクロールのみであったが、今回は縦スクロールのマップも新たに登場した。ステージによってはボスも登場する。前作と比較してステージ内の施設や敵、攻撃アイテムなどのバリエーションが豊富になっている。ステージ数の大幅削減、ステージクリア時の残り時間に応じた所持金の加算、3D迷路で立ち往生した際の救済措置が導入されるなどして前作のゲーム進行において難点であった部分に改善が施された。

## システム
ゲーム開始時に1人プレイと2人プレイを選択する。1人プレイではゴエモンとエビス丸のどちらかでプレイでき、2人プレイでは1Pがゴエモンで2Pがエビス丸を操作することになる。
基本操作は攻撃とジャンプ。敵を倒すと小判（10両）が手に入る。
ひょうたんの近くでジャンプすると、招き猫もしくはおたふくが出現する。招き猫を取得すると武器が変化し、ゴエモンの場合は「キセル→小判→ネズミ花火」、エビス丸の場合は「笛→かんしゃく玉→手裏剣」の順に武器が変更する。おたふくを取得すると移動速度とジャンプ力がアップする（わらじ無し時を含め3段階まで）。マイナスアイテムのウンチを取ってしまうと1段階パワーダウンする。
2人同時プレイの場合は、一方の残機が無くなっても、もう一方の残機が2つ以上あれば、Aボタンを押すことでそれをもらい復活することができる。1プレイ時も2プレイヤーの途中参加が可能だが、この際も残機を消費する。また、本作の二人プレイでは移動速度と武器レベルの強化が双方で共有されており、片方がダメージを受けてミスするともう片方のパワーアップ効果も失われてしまう。
ライフがなくなる、落とし穴に落ちる、制限時間内にクリアできない等で残機数が1つ減り、移動速度（わらじ）が1段階下がる。残機がすべてなくなるとゲームオーバー。ゲームオーバー後はコンテニュー画面に移行し、「つづける」を選ぶことでゲームオーバーになったエリアから再開できるが、所持金半減と所持アイテム消失のペナルティがつく。
各ステージ毎に1度だけゲームオーバー回避の機会があり、初めてゲームオーバーになった際に「釜茹で」イベントが発生する。この際はBボタンを連打することでキャラクターを釜茹でから脱出させ、脱出に成功させればそれまでの所持金と所持アイテムはそのままかつ残機1の状態で復活できる。
大抵のステージは前作と同様、手形を3つ集め関所を開くことでクリアとなるが、前作と違いボスを倒さなければならない場合もある。クリアすると残り時間に応じてお金をもらうことができる。
なお、本作はスコアの概念がなく、1周エンドとなっている。

## アイテム
以下のアイテムが存在する。
お守り
カゴ屋につかまらずに済む。
おにぎり
ライフメーターがゼロになったとき、一度だけ自動的に全回復する。
鎧
敵によるダメージを8回まで防ぐ。
笠
鳥の糞や落石などの落下物を10回まで防ぐ。
ろうそく
隠し通路の入り口（階段）が一定時間見えるようになる。
砂時計
残り時間が増える。
やじるしくん
顔に矢印のついた人型の人形。3Dの迷路内でゴールの方向にナビしてくれる。
これぞうくん
ゾウのような顔の人形。正式名称「これを持っていると出口まで行けるんだ象くん」。3Dの迷路内でセレクトボタンを押すことにより、ゴールまで連れて行ってくれる。
さあびすちゃん
ゴエモン型の人形。1UPする。
巾着袋
ライフの最大値がアップする。
通行手形
一部のステージを除き、3つ集めて関所に行くことがゴールの条件となる。

## 備考
- 地上に存在する地蔵をキセルまたは笛で攻撃すると強制的に妖怪がうごめく地獄ステージへ送還され、画面右端に到達してそこにいる鬼を攻撃するまで脱出できなくなる。また、この際は武器が強制的にパワーダウンし、通常武器しか使えなくなる（幽霊や妖怪は陸奥にも登場する）。
- 特定の神社や店などに向かって小判を投げ込むと、ボーナスがもらえることがある。
- 通常、商店ですべての品物を購入すると「本日は売り切れです」というメッセージであるが摂津国でファミコンソフトを売っている店で全商品を購入すると「すべて買っていただき、ありがとうございます。お客様は神様です」というメッセージになっている。

## ストーリー
うっかりミスでとっ捕まって牢屋にぶちこまれてしまったゴエモンは、同じ牢で相部屋になったねずみ小僧のエビス丸から、そのからくり城の財宝の話を聞き、それならば退屈しのぎにと脱獄する。ゴエモンは相棒のエビス丸と共にからくり城を目指し旅立つのだった。

## 世界観
舞台は江戸時代の日本。本作においては後のシリーズのコミカルSF路線の確立前ということもあり、江戸時代を舞台にした純和風の世界観が色濃く現れているが、キャラクターデザインやメッセージなどにコミカルな要素が含まれるようになった。

## ステージ構成
ゴエモンたちは牢を抜けた後にからくり城を目指し、南の九州から北の蝦夷地まで日本列島を縦断する。各ステージでは、その地方の名物や特徴をよく表したマップやキャラクターが登場する。
ステージ1 牢破り
牢に捕らわれているゴエモンはある日、「からくり城に財宝が隠されている」という情報をエビス丸から聞き、暇潰しのためにからくり城へ向かうことにする。囚人によれば、庄屋に会えばからくり城のことが分かるかも知れないという。牢を破り町に出たゴエモンとエビス丸は庄屋のもとを目指す。ボスは庄屋が中で操縦する「相撲ロボ 庄屋壱号」で、手形は登場しない。
ステージ2 九州（肥前・肥後・豊後）
中国人や宣教師・阿蘇山、臼杵磨崖仏が登場している。
ステージ3 四国（伊予・阿波・土佐・讃岐）
鳴門の渦潮や蟹・河童・土佐犬・雷神・風神が登場する。伊予には道後温泉があり、入浴が可能である。土佐にははりまや橋を模した橋、桂浜、土佐と讃岐をつなぐ道にはかずら橋を模した橋、讃岐には金刀比羅宮を模した神社、阿波には鳴門の渦潮がある。
ステージ4 中国（安芸・長門・出雲・因幡・備前）
サルや山賊・白兎・鬼が登場し、赤鬼青鬼を吐き出す桃「モモザンヤ」がボス。安芸には厳島神社の鳥居や錦帯橋を模した橋、出雲には出雲大社を模した神社がある。なお、このステージのみ隠し階段が一切配置されていない。その代わり2つある3D迷路は無料で入れる。手形は2つある迷路やボス戦でのみ入手可能。
ステージ5 近畿（播磨・摂津・河内・山城・大和）
弁慶や鹿・白兎が登場し、大和には大仏殿がある。当時コナミ工業の本社があった神戸市にあたる摂津には、コナミマークが描かれた暖簾の店があり『けっきょく南極大冒険』『月風魔伝』『コナミワイワイワールド』といったファミコンソフトが売られている。買うとそのソフトに登場するキャラが敵や町人になって出現する。一方で、手形は迷路や店で手に入れるしかない。
ステージ6 中部（伊賀・伊勢・尾張・飛騨・信濃・甲斐・駿河・大井川）
忍者や山賊・猪が登場する。飛騨は細い通路が多く、迷路状になっている。伊勢には伊勢神宮と夫婦石、甲斐には甲府勤番をイメージしたのか御用役人が多数登場する。信濃は山登りステージとなっている。
ステージ7 関東（伊豆・相模・武蔵・日本橋・江戸城）
手形が不要。江戸城の奥で殿様と会うと、からくり城はもっと北にあると教えられる。伊豆では波乗り御用役人も出現する。相模では鎌倉の大仏、武蔵では雷門も見られる。ゴエモンシリーズのテーマ曲でもある、前作の町ステージBGMのアレンジバージョンが初めて流れるのもこの面である。
ステージ8 東北（上野・下野・越後・羽後・陸奥）
雪ん子や雪だるま・雪女・妖怪が登場する。陸奥では恐山にイタコ婆さんが出現する。ボスはイタコ婆さんが呼び出す「ブラックゴエモン＆エビス丸」（ゴエモンおよびエビス丸の偽者）であり、プレイヤーの人数などによってボスが変化して1人プレイはプレイしているキャラクターがそのキャラクターと同じキャラクターのボスと戦い、2人プレイではボスを2体戦わなければならない。なお、ステージ8と9には手形を売っている店が存在しない。
ステージ9 蝦夷
一帯が銀世界の面。雪ん子や雪だるま・猿・猪が登場する。「ヒグマの赤丸」がボス。
ステージ10 からくり城
最終ステージだけあって城内は非常に広く、店や擬似3Dによる無限回廊もある。1階から8階まであり、敵がいるのは7階まで。役人や忍者・からくりロボが登場。ボスは大砲坊主（1階）・巨大核（ビッグコア）（3階）・皿人形（5階）・般若（6階）・武者モアイ&バカ殿からくり権左衛門（7階）。手形は登場しない。
特殊ステージ 地獄
各所に配置されている地蔵に攻撃を当てると強制送還されるステージ。妖怪や血の池が張り巡らされている。終端にいる赤鬼へ攻撃を当てれば、直前のステージに戻ることができる。迷路や店は存在しない。

## 登場する施設
よろずや
おにぎりや時計、手形などを売っている。
宿屋
泊まるとライフが回復する。泊まる部屋には松・竹・梅の3ランクがあり、それぞれ価格・回復度が異なる。
めしや
各地で名産の食べ物を売っている。食べるとライフが回復。
ふろや
ゴエモンが男湯に、エビス丸が女湯に入るとライフが回復する。ただし逆にゴエモンが女湯、エビス丸が男湯に入るとライフが減ってしまう。
?や
3Dの迷路に挑む。手形やお金、1UPが隠されている。よろずやで迷路用のお助けアイテムも売っている。類似のものにステージ4のみ鍾乳洞をイメージしたと思われる自然洞窟があるが、こちらは無料で入場できる。
みせものごや
おたみちゃんSHOWを見ることができ、ステージによって違いがあるSHOWもある。
おみくじや
運勢を占ってもらえる。「大吉」だと小判が、「凶」だと岩が降り、「吉」だとなにも起こらない。そのステージ上では1回しか占ってくれない。ただし占った後で一旦外に出て再入場しあることをすると、もう1回占ってもらうことができる。
とばくや
勝てば持ち金が倍に、負ければ半分になる。掛け金30両でアイテムが手に入るとばくやもある。

## キャラクター

### 主人公
ゴエモン
キセル
手に持って敵を叩く。接近用武器。
小判
敵に向かって一直線に投げつける事ができる。使っても所持金が減ることはない。
ネズミ花火
武器ボタンを押すと足下に現れ、その後不規則に動き回って爆発する。
ねずみ小僧エビス丸
笛
手に持って敵を叩く。接近用武器。
かんしゃく玉
放物線を描き前方に飛んでいく。敵か地面に触れると爆発する。
手裏剣
やや蛇行しながら前方に手裏剣が飛んでいく。貫通力があり直線状の敵をまとめて倒せる。
2人の武器レベルは共用になっており、片方がダメージを受けるともう片方の武器と同時にレベルが落ちてしまう。
説明書にはネズミ花火・かんしゃく玉は隠し階段の近くで爆発すると階段が発見できると書かれているが、実際には見つけるためには階段の近くでジャンプする必要があり、武器は発見に無関係である。

### エビス丸について
このゲームのエンディングでは、ゴエモンの相棒エビス丸が実は「へんしんからくりの術」によって男性に変身させられた女性であったことが明かされる（温泉で男湯に入るとダメージを受けるのが伏線になっている）。その後、本作の次に発売された『がんばれゴエモン外伝 きえた黄金キセル』では、エビス丸が再び登場し、性別が男性でなおかつゴエモンとは初対面と再設定された。制作者の蛭子悦延によれば、女性設定が定着した場合、以降の続編で2Pキャラクターを新規に考える必要があるため無かったことにしたという。『消えた黄金キセル』以降は男性設定で落ち着いており、一貫してゴエモンの相棒として登場している。
その一方で、『ゆき姫救出絵巻』にて無敵の術使用時にチュチュ姿のバレリーナに変身したり、SFC版『3』でシスター姿の瓜二つの人物『シスター・ビスマル』が登場しておりゴエモンの子孫である重禄兵衛に惚れているという設定だったりと、もともとの設定を想起させるような描写やキャラクターも登場している。

## 他機種版
| 発売日        | 対応機種        | 開発元 | 発売元   | メディア                            | 型式 | 売上本数 | 備考 |
| ------------- | --------------- | ------ | -------- | ----------------------------------- | ---- | -------- | ---- |
| 2006年        | Windows         | コナミ | アイレボ | ダウンロード (i-revo)               | -    | -        |      |
| 2012年1月24日 | Wii             |        | KDE      | ダウンロード (バーチャルコンソール) | -    | -        |      |
| 2014年1月8日  | ニンテンドー3DS |        | KDE      | ダウンロード (バーチャルコンソール) | -    | -        |      |
| 2015年3月11日 | Wii U           |        | KDE      | ダウンロード (バーチャルコンソール) | -    | -        |      |

## スタッフ
- プログラム：品門和浩（青山和浩）、小川光章、蛭子丸（蛭子悦延）
- デザイン：日下進、西村汁子、雷計以太（汾陽桂太）
- サウンド：村田幸史、山根登山（山根ミチル）

## サウンドトラック
がんばれゴエモン さうんど玉手箱 ～オリジナル・サウンドトラック BOX～ （EMCA-0027）
- 上記の DISC 1 に収録されている。2017年5月26日発売。

## 評価
ゲーム誌『ファミコン通信」の「クロスレビュー」では24点（満40点）、『ファミリーコンピュータMagazine』の読者投票による「ゲーム通信簿」での評価は以下の通り22.57点（満30点）となっている。
| 項目 | キャラクタ | 音楽 | 操作性 | 熱中度 | お買得度 | オリジナリティ | 総合  |
| 得点 | 4.22       | 3.77 | 3.78   | 3.74   | 3.53     | 3.53           | 22.57 |